# آورزمان
آورزمان یا اورزمان، دهستانی است از توابع بخش سامن شهرستان ملایر در استان همدان ایران.

## زبان
گویش لری آورزمانی یکی از گویش‌های لری استان همدان که عمده مردم دهستان آورزمان بدان سخت می‌گویند.گویش آورزمان به دلیل شباهتی که با گویش‌های ملایری و نهاوندی دارد همانند آنها از گویش‌های لری شاخه لرستانی به‌شمار می‌آید.

## جمعیت
براساس سرشماری سال ۱۳۹۵ جمعیت آن ۲۴٬۷۴۸ نفر (۳٬۶۲۴ خانوار) بوده است.

## تاریخچه
دهستان آورزمان یکی از دهستان‌های قدیمی استان همدان می‌باشد. که در ۳۰ کیلومتری مغرب شهرستان ملایر واقع شده است. البته این دهستان بین جادهٔ قدیم ملایر به نهاوند قرار دارد که فاصله آن تا شهرستان نهاوند ۱۵ کیلومتر می‌باشد. این دهستان در چهار راه همدان - نهاوند - ملایر و بروجرد واقع شده است. در نزدیکی این روستا آرامگاه دو امام زاده به نام عبدالله و سعید وجود دارد که از نوادگان علی بن الحسین بوده‌اند. اطراف این روستا را کوه‌های متعددی فرا گرفته است.
این روستا زادگاه میرزا قهرمان خان پاکبین آورزمانی از شعرای نوگرای دوران مشروطه است که دیوان اشعار او در سال ۱۳۸۴ توسط محمد حسین فروغی به چاپ رسید.
دهستان آورزمان در مسیر نهاوند در سه کیلومتری روستای آبدر واقع شده فاصله آورزمان با نهاوند حدود ۱۵ کیلومتر است درحالی که ملایر در ۳۵ کیلومتری آورزمان است.